# حسن باشا زاده
محمد سعيد ابن صدر الوزراء حسن باشا الرومي (ت 1194 هـ /1780 م).
فقيه حنفي، من علماء الدولة العثمانية. كان قاضياً باستنبول. من آثاره «فتح الوهاب في شرح رسالة الآداب» في طوب قابي، و «تفسير سورة الزلزلة».